# Néstor Canelón
Néstor Eduardo Canelón Gil (Caracas, 19 agosto 1991) è un calciatore venezuelano, attaccante svincolato.

## Carriera
Ha giocato nella prima divisione venezuelana ed in quella cilena.

## Palmarès

### Club

#### Competizioni nazionali
- Copa Venezuela: 1

Dep. La Guaira: 2014
- Primera B: 1

Santiago Wanderers: 2019